# Filioque
Das Filioque ist ein lateinischer Zusatz zur Erklärung des Glaubensbekenntnisses von Nizäa-Konstantinopel über den Hervorgang des Heiligen Geistes, der in der ursprünglichen Fassung von 381 nicht enthalten ist. In der westlichen Kirche wird er jedoch seit dem 5. Jahrhundert in trinitätstheologischen Formulierungen verwendet, genießt seit dem 13. Jahrhundert sogar dogmatischen Rang und wird heute von römisch-katholischen und evangelischen Christen bekannt; die alt-katholischen Kirchen lehnen den Filioque-Zusatz dagegen ab. Das Filioque ist neben dem Papstprimat der wichtigste theologische Streitpunkt, der eine Wiedervereinigung der römisch-katholischen Kirche und der orthodoxen Kirchen nach deren fast tausendjährigem Schisma verhindert.

## Text

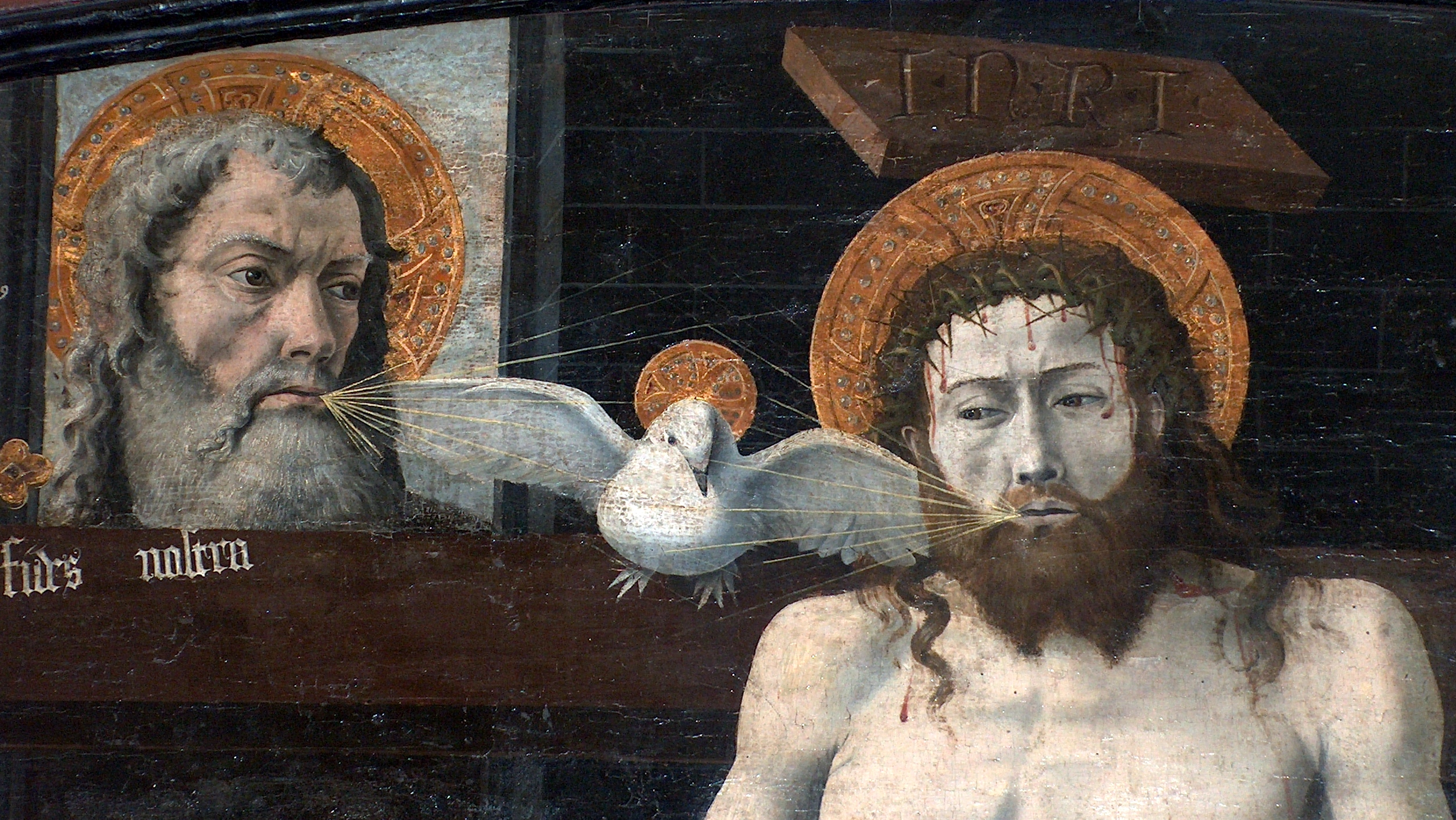
Hauchung des Heiligen Geistes in einer Darstellung der lateinischen Kirche Saint-Marcellin, Boulbon (Provence, um 1450; heute im Louvre)

Filioque bedeutet „und (aus) dem Sohn“. Konkret handelt es sich um folgende Stelle:

„[…] et in Spiritum Sanctum,
Dominum et vivificantem,
qui ex Patre Filioque procedit […]“

„[…] und [wir glauben] an den Heiligen Geist,
der Herr ist und lebendig macht,
der aus dem Vater und dem Sohn hervorgeht […]“

Im griechischen Urtext, den das Erste Konzil von Nicäa als Dogma festgelegt hatte, heißt es jedoch nur:

„[…] καὶ εἰς τὸ Πνεῦμα τὸ Ἅγιον,
τὸ κύριον, τὸ ζωοποιόν,
τὸ ἐκ τοῦ Πατρὸς ἐκπορευόμενον […]“

„[…] und an den Heiligen Geist,
den Herrn, den Lebendigmacher,
der aus dem Vater hervorgeht […]“

## Dogmengeschichtliche Entwicklung
Bereits bei dem Kirchenschriftsteller Tertullian (Adv. Prax. 4), den Kirchenvätern Athanasius (Ep. ad Serap. 3,1), Basilius (De Spiritu Sancto 18,47), Ambrosius (De Spiritu Sancto I 120), Augustinus (In Ioan. tr. 99,6; De Trin. XV 27, 48) und weiteren Kirchenvätern gibt es Formulierungen, auf die sich die spätere Trinitätstheologie und die Verwendung von Filioque-Formeln stützen konnte. Dabei bevorzugen die westlichen Väter eine koordinierende Formel (der Heilige Geist gehe aus dem Vater und dem Sohn hervor), während die östlichen Väter eine subordinierende Formel bevorzugen (vom Vater durch den Sohn).
Die Synode von Toledo billigte 447 ein modifiziertes Glaubensbekenntnis einer Vorgängersynode (Toledo 400) mit folgender Formulierung:

„[…] spiritum quoque Paracletum esse, qui nec Pater sit ipse, nec Filius, sed a Patre Filioque procedens.
Est ergo ingenitus Pater, genitus Filius, non genitus Paracletus, sed a Patre Filioque procedens.“

„[…] dass der Geist auch der Beistand sei, nicht der Vater selbst noch der Sohn, sondern aus dem Vater und dem Sohn hervorgehend.
Also ist ungezeugt der Vater, gezeugt der Sohn, nicht gezeugt der Beistand, vielmehr aus dem Vater und dem Sohn hervorgehend.“

Das dritte Konzil von Toledo benutzte 589 die Filioque-Formulierung, um Position gegen den Arianismus zu beziehen, der Jesus Christus als geringer als Gott den Vater ansah. Dabei sollte dieser Zusatz die Gleichrangigkeit Jesu Christi mit dem Vater deutlich machen. Dies machte in der Folge die Ausarbeitung einer systematischen Trinitätstheologie erforderlich, die im Westen dann diese Formel rezipierte und entfaltete.
Karl der Große, der sich als „Herrscher und obersten Priester“ aller christlichen Völker unter seiner Führung betrachtete, ließ im Jahre 809 das Filioque auf der eigens zu diesem Zweck einberufenen Synode von Aachen durch fränkische, in der Tradition Alkuins stehende Theologen, insbesondere Theodulf von Orléans, theologisch untermauern, die den durch das Filioque ausgedrückten Glaubenssatz als zum integralen Glaubensgut gehörig betrachteten. Karl warf der orthodoxen Kirche und mit ihr dem Kaiser in Konstantinopel vor, den Zusatz absichtlich entfernt zu haben. Damit blieben die Franken bei dem Zusatz im Credo. Die anti-byzantinische Haltung der Karolinger mag im Rahmen ihres Strebens nach der Kaiserwürde zu sehen sein (Zweikaiserproblem).
Der damalige Papst Leo III. teilte zwar die fränkische Lehre und betrachtete sie als kompatibel mit dem Glaubensgut, akzeptierte eine Änderung des Glaubensbekenntnisses jedoch nicht und ließ das nicäno-konstantinopolitanische Glaubensbekenntnis ohne den Filioque-Zusatz auf Griechisch und Latein in die Peterskirche eingravieren.
Entsprechend bestätigte das Vierte Konzil von Konstantinopel 879–880 das unveränderte Glaubensbekenntnis von 381 (Erstes Konzil von Konstantinopel) und erklärte sämtliche Zusätze für ungültig. Dieser Entscheid des Konzils wurde durch alle fünf Patriarchen der Kirche bestätigt, in Rom durch Papst Johannes VIII., in Konstantinopel durch Photios I., außerdem in Antiochia, Jerusalem und Alexandria, sowie durch den byzantinischen Kaiser Basileios I.
Um 1013 ließ sich Papst Benedikt VIII. durch den späteren Kaiser Heinrich II. dazu bewegen, den Zusatz Filioque lehramtlich dem Glaubensbekenntnis der lateinischen Kirche einzufügen, wie es bereits das nur im Westen rezipierte Athanasische Glaubensbekenntnis bekannte. Zum Dogma erhob die römisch-katholische Kirche den Zusatz 1215 auf dem Vierten Laterankonzil, also lange nach der gegenseitigen Exkommunikation des Papstes und des Patriarchen von Konstantinopel (1054).
Für die orthodoxen Kirchen erscheint das Filioque nicht akzeptabel, da es sich um eine einseitige Abänderung des Entscheids eines allgemein anerkannten ökumenischen Konzils handle und da es der alten Interpretation der Dreieinigkeit widerspreche.

## Theologischer Hintergrund

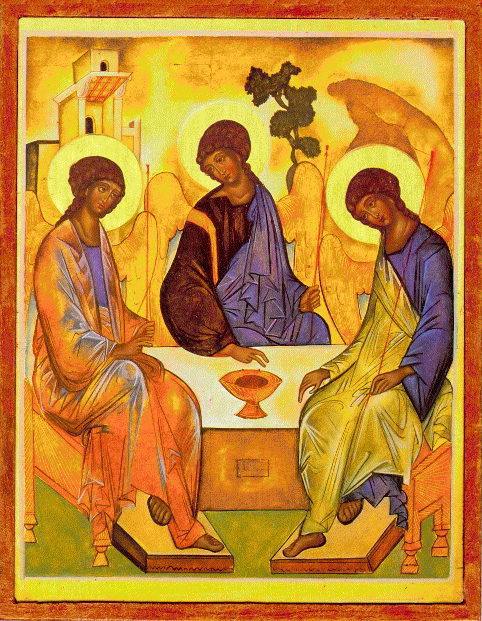
Die Dreifaltigkeitsikone von Rubljow ist Ausdruck alter östlicher orthodoxer Denkweise: Vater, Sohn und Heiliger Geist sind drei fast gleichgestaltete Personen, der Geist sitzt auf Augenhöhe und an einem gemeinsamen Tisch, dem Vater und Sohn gegenüber.

Im Filioque-Disput prallen unterschiedliche Interpretationen der Dreieinigkeit aufeinander. Die alte griechische Tradition betonte die drei unterschiedlichen Entitäten der Dreieinigkeit, während die fränkischen Theologen stärkeren Akzent auf die Einheit der drei Hypostasen legten.
Nach der Lehre der orthodoxen Kirchen ist der Vater der einzige Ursprung innerhalb der Dreiheit. Sohn und Heiliger Geist müssten gewissermaßen als rechter und linker Arm des Vaters gedacht werden. Vom Sohn wird dabei ausgesagt, dass er „gezeugt“ sei, vom Geist, dass er „gehaucht“ sei. Die fränkische Theologie folgt dagegen dem augustinischen Modell: Vater und Sohn seien in gegenseitiger Liebe miteinander verbunden, der Heilige Geist sei nun als dieses „Band der Liebe“ (Vinculum amoris) zu denken. Insofern sei der Sohn ebenfalls am Hervorgang des Geistes beteiligt, jedoch nur mitwirkend, nicht hauptrangig.
Wechselseitige Verständnisschwierigkeiten ergeben sich auch aus einer nicht immer reflektierten unterschiedlichen Blickrichtung. So ist die orthodoxe Theologie grundsätzlich eher an Aussagen über die Ursprungsbeziehungen der göttlichen Personen interessiert, während die westliche Theologie vor allem die Lebensbeziehungen der drei göttlichen Personen in den Blick nimmt.
Vor dem Hintergrund der Filioque-Diskussion ließ sich etwa das biblische Zeugnis anführen, dass Jesus Christus ankündigte, den Menschen den Heiligen Geist zu senden (Joh 14,16f. ). Dabei konnte leicht der Eindruck erweckt werden, der Heilige Geist sei überhaupt erst durch Jesus ins Leben gerufen worden. Hierbei besteht die Gefahr, die „heilsökonomische“ Rolle Jesu mit dem immanenten Verhältnis Christi zum Vater und zum Heiligen Geist zu verwechseln, die alle drei als gleichermaßen göttlich und gleichewig bekannt werden.
All diese unterschiedlichen Interpretationen waren jedoch lange Zeit nur lokal unterschiedlich gewichtete, unterschiedliche Lehren, die auch einige Jahrhunderte über das Morgenländische Schisma hinaus die grundsätzliche Einheit der Kirche nicht in Frage stellten. Erst nach einer Phase längerer Verhärtung wurde – in der Rückschau – der Filioque-Zusatz zum Glaubensbekenntnis als Ausgangspunkt und Kernpunkt der Kirchenspaltung ausgemacht.

## Sprachliche Schwierigkeiten
Manche Schwierigkeiten in der inhaltlichen Auseinandersetzung lassen sich auch auf sprachliche Unterschiede zurückführen, die oft nicht genügend reflektiert werden. Die griechische Kirche denkt etwa das Wort „Ursprung“ (ἀρχή), nicht ohne gleichzeitig „Herrschaft“ (ebenfalls ἀρχή) zu denken: eine Aussage, die sinnvollerweise eher dem Vater als dem Sohn zukommt. Umgekehrt denkt die lateinische Kirche bei dem Ausdruck „Hervorgang“ (processio) auch gleichzeitig an ein „Weitergehen“ (ebenfalls processio), so dass das Filioque gar nicht unbedingt eine Aussage über den Ursprung (principium) des Sohnes macht, auch wenn sich das Verständnis im Laufe der Diskussion auf diese Deutung zugespitzt hat.

## Geistesgeschichtliche Deutung
Oft wird auch angeführt, das Filioque habe mit weitreichenden geistesgeschichtlichen Konsequenzen zur Unterordnung des Geistes unter den Vater und den Sohn geführt. Tatsächlich besteht Einigkeit darüber, dass die Lehre vom Heiligen Geist in der westlichen Tradition kaum entfaltet ist, während sich die Erlösungslehre stark auf die Person Christi zuspitzte, bis hin zum solus Christus der Reformation, der Jesuszentrierung im Pietismus und der Herz-Jesu-Verehrung der Neuzeit, sodass sich katholische und protestantische Frömmigkeit in diesem Punkt kaum voneinander unterscheiden.
Daneben habe die Einfügung des Filioque ins Glaubensbekenntnis des Westens aber auch zu einem grundsätzlich anderen Verhältnis zum Geist als im Osten geführt, was innertheologisch mit dem Begriff der „Geistvergessenheit“ bezeichnet wird und darüber hinaus für eine stärkere Ausprägung eher rationaler Intellektualität im Westen verantwortlich gemacht wird.

## Ökumenische Relevanz

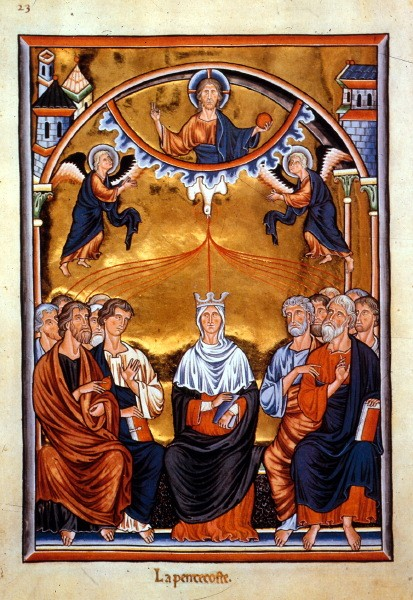
Darstellung des Pfingst-Ereignis aus dem Ingeborg-Psalter (um 1200): Der erhöhte Christus sendet den Heiligen Geist in Gestalt einer Taube auf Maria und die Jünger herab.

Bis heute ist das Filioque neben dem Primat des Papstes der wichtigste theologische Punkt, über den sich die orthodoxen und die römisch-katholische Kirche nicht einigen können.
Die Kirchenführer der Reformation haben, soweit sie die klassischen Glaubensbekenntnisse verwenden, die westkirchliche Version mit dem Filioque beibehalten, da sie bezüglich der Interpretation der Dreieinigkeit in der westlichen und nicht in der östlichen Tradition stehen, sehen darin jedoch im Allgemeinen kein grundsätzliches Problem.
Im November 2007 wurde eine Stellungnahme der Vereinigten Evangelisch-Lutherischen Kirche Deutschlands (VELKD) veröffentlicht. Gemäß dieser Stellungnahme ist die Möglichkeit vorgesehen, „dass in ökumenischen Gottesdiensten mit Kirchen, bei denen das Nicaeno-Constantinopolitanum (NC) ohne Filioque in Gebrauch ist, auch lutherische Christen das NC ohne Filioque sprechen können.“ Im Mai 2024 kam es zu einer weiteren Annäherung zwischen dem Lutherischen Weltbund (LWB) und der orthodoxen Kirche. So schlug die Gemeinsame Internationale Kommission für den theologischen Dialog zwischen dem LWB und der orthodoxen Kirche vor, die Übersetzung des Nicaeno-Constantinopolitanums (NC) ohne den Filoque-Zusatz zu verwenden.
Die altkatholische Kirche ist zur Fassung des Glaubensbekenntnisses ohne Filioque zurückgekehrt, dies einerseits aus theologischer Überzeugung, andererseits in bewusster Annäherung an die orthodoxen Kirchen.
In der päpstlichen Erklärung Dominus Iesus über die Einzigkeit und die Heilsuniversalität Jesu Christi und der Kirche vom 6. August 2000 wird das Nicäno-Konstantinopolitanum ohne das Filioque rezipiert. Die Frage der theologischen Relevanz des Filioque für die erstrebte Kircheneinheit ist gegenwärtig Gegenstand ökumenischer Gespräche.
Nach Jürgen Moltmann ist die Überwindung der Kirchenspaltung „nicht schon durch die Rückkehr zum ursprünglichen Text des Nicaeno-Constantinopolitanum zu erreichen, sondern erst durch eine gemeinsame Antwort auf die Frage nach dem Verhältnis des Sohnes zum Heiligen Geist und des Heiligen Geistes zum Sohn.“